# KLT-40-reactor
De KLT-40 reactor van 135 megawatt en de KLT-40M reactor van 171 MW zijn Russische kernreactoren voor aandrijving van atoomijsbrekers van de Taymyr klasse en de Lighter aboard ship Sevmorput. De KLT-40S dient voor de drijvende kerncentrale Akademik Lomonosov.
Het zijn drukwaterreactoren (PWR) op 30-40% of 90% verrijkt uranium-235.